# Aphanotorulus ammophilus
Aphanotorulus ammophilus, também conhecido como pleco manchado preto ou L094, é uma espécie de bagre de água doce tropical bentopelágico da família Loricariidae endêmica da Venezuela, especificamente da drenagem do Río Orinoco. Devido a uma publicação inicial errada, A. ammophilus foi inicialmente colocado em Hypostomus em vez de Aphanotorulus. No entanto, como esta espécie apresenta dimorfismo sexual, tem uma forma relativamente mais plana e tem uma borda posterior recortada de seu disco oral, ela foi classificada no gênero Aphanotorulus.